# Élisa Lemonnier
Pour les articles homonymes, voir Lemonnier.
 (novembre 2022).
Élisa Lemonnier, née Marie Juliette Élisa Grimailh le 24 mars 1805 à Sorèze et morte le 5 juin 1865 à Paris 8e, est une éducatrice française, considérée comme la fondatrice de l’enseignement professionnel pour les femmes en France.

## Biographie
Fille de Jean Grimailh, d’une famille très anciennement établie à Sorèze, et d’Étiennette-Rosalie Aldebert, dont le grand-oncle maternel, Maurice de Barrau, commandait à Valmy la première ligne d’infanterie, et a contribué par son sang-froid et son intrépidité au gain de la bataille, Élisa est la troisième de cinq enfants et l’aînée des filles. Son père, esprit vif et curieux, cherchait dans la lecture des diversions à la vie monotone d’une petite ville et aimait à instruire ses enfants, à développer leur esprit, à se faire rendre compte de leurs études. 
Orpheline de père à douze ans, sa grand-mère, Madame Aldebert, ne vint demeurer avec sa fille qu’après la mort de son gendre, mais elle habitait Sorèze depuis longtemps. Elle est élevée par sa mère et sa grand-mère, femme intelligente, belle, hardie, d’un caractère énergique, un peu altier, entichée de sa noblesse, et qui se vantait volontiers d’avoir été jetée en prison par les Jacobins, en 1793. Placée ensuite chez des cousins, les Saint-Cyr du Barrau, elle séjourne les mois d’hiver à Castres et le reste du temps à la campagne, à La Sabartarié, petit village du Tarn situé sur les premières pentes de la montagne Noire. « Les quatre ou cinq années que passa près d'eux la jeune Élisa eurent une grande influence sur le développement de son esprit et sur son cœur », précisera plus tard son mari. Elle y apprend l’histoire, la géographie, la grammaire, la lecture et « les bonnes manières. »
Pendant que les frères aînés suivaient les cours du collège, Élisa, en compagnie de son jeune frère Émile, fréquentait les classes élémentaires et mixtes d’un pensionnat de demoiselles où l’on enseignait non seulement la lecture, l’écriture et la grammaire, mais un peu d’arithmétique, un peu de géographie, d’histoire, et de dessin. Revenue en 1820 dans la maison familiale, elle fréquente les filles du directeur du collège de Sorèze, où ses deux frères suivent leur scolarité. Fondé en 1682 par les bénédictins pour résister à l’influence de l’Académie des protestants de Puylaurens, le collège de Sorèze acquiert vite une large renommée. Il devient en 1776 l’une des douze écoles royales de France. Toujours placé sous l’autorité des bénédictins, victime de persécutions religieuses, le collège est sauvé en 1796 par les frères François, puis Raymond-Dominique Ferlus. Les idées libérales envahissent désormais l’enseignement devenu laïc. Voltaire y est admiré et la reconnaissance du mérite prime le rang social ou l’importance des terres. Après la chute du Premier Empire, le pouvoir royal restauré ne supporte pas longtemps cet état d’esprit. En 1824, pour justifier une reprise en main du collège, il dénonce l’indiscipline et l’irréligion qui y règnent. Il n’admet pas que, sur 40 professeurs, six seulement affichent des opinions royalistes. En fait, il voit dans ce collège un foyer de contestation politique et, face à la pression du représentant du pouvoir, de nombreux enseignants choisissent de quitter l’établissement. C’est à l’occasion du remplacement de ces professeurs que sont introduites et développées les idées de Saint-Simon (mort en 1825) et dont les disciples, Armand Bazard et Claire Bazard et Prosper Enfantin, se veulent les apôtres d’une société nouvelle.
C’est dans les salons de François Ferlus, directeur du collège de Sorèze, qu’elle rencontre Charles Lemonnier, professeur de philosophie et adepte du saint-simonisme. Elle l’épouse le 22 août 1831 à Sorèze. Après une brève séparation, Charles Lemonnier ayant rejoint Prosper Enfantin et ses apôtres à Ménilmontant, ils se retrouvent à Sorèze où Charles est engagé comme professeur à l’École. Ils y vivent plutôt modestement pendant près de huit ans. Ils sont hébergés chez Jacques Rességuier et ils sont d’actifs militants de l’Église saint-simonienne du Midi. Ils quittent Sorèze peu avant la mort de Raymond Ferlus et la vente de l’École. La famille réside à Bordeaux où Charles Lemonnier devient avocat. 
Quand Charles Lemonnier devient responsable du contentieux des Chemins de fer du Nord, le couple Lemonnier quitte Bordeaux pour s'installer à Paris. Tous deux fréquentent les milieux républicains et libéraux parisiens, au sein desquels ils vivent avec enthousiasme et espoir les journées révolutionnaires de 1848. Les troubles qui agitent Paris pendant la révolution montrent la misère et le dénuement de ces femmes réduites à la pauvreté, faute d'une qualification professionnelle qui leur permette de trouver un emploi. Pour y remédier, elle loue un local, rue du Faubourg-Poissonnière, et le transforme en « atelier national de fournitures pour les hôpitaux et les prisons ». Elle embauche de nombreuses mères de famille et leur apprend, moyennant salaire, à confectionner des couvertures, des blouses, en fonction des besoins, avec les tissus qu'elle achète. Elle envisage la création d'une Société des travailleuses unies, dans l'idée de permettre aux femmes de concilier obligations domestiques et maternelles et emploi salarié. Consternée par la maladresse de ces ouvrières, elle conçoit le projet de donner un véritable enseignement professionnel à des jeunes filles afin de leur permettre de gagner leur vie.

## La militante
En 1856, avec 18 amies, elle crée la Société de protection maternelle. Il s'agit, selon elle, d'« une réunion de dames et demoiselles […] destinée à fournir gratuitement au plus grand nombre possible de jeunes filles pauvres l'éducation et l'instruction professionnelle:28. » De nombreuses personnalités l'encouragent à persévérer dans son ambition éducatrice pour libérer les femmes des conséquences de l'ignorance. Par la querelle des « deux France », l'une fidèle à l'Église catholique ultramontaine, l'autre héritière des Lumières et laïque, s'expliquent aussi les appuis dont elle bénéficie. Plusieurs loges maçonniques accompagnent son projet, moyen approprié pour elles de s'opposer à l'influence des congrégations religieuses sur l'esprit des jeunes filles. Le libéral Barthélemy Saint-Hilaire, l'actif saint-simonien Arlès-Dufour, Alexandre Dumas père, des généreux représentants de la branche française de la famille Rothschild et la grande artiste peintre animalière Rosa Bonheur, lui accordent leurs soutiens. Elle est aussi soutenue dans son action par la Compagnie parisienne d'éclairage et de chauffage par le gaz, et par la Compagnie des omnibus des dynamiques frères Pereire. 
Ainsi accompagnée politiquement et financièrement, elle crée en mai 1862 la Société pour l’enseignement professionnel des femmes. Elle loue un atelier et ouvre le 1er octobre 1862, au 9, rue de la Perle à Paris, la première école professionnelle pour jeunes filles. Cette école rencontre un rapide succès : en dix mois, 80 élèves sont inscrites pour suivre les cours, elles sont 150 au bout d'un an. Les locaux sont trop petits et elle est obligée d'en trouver de plus vastes rue du Val-Couture-Sainte-Catherine. Puis deux autres écoles s’ouvrent : une rue Volta et une rue de Rochechouart. Cette institution donne naissance à l’école Duperré en 1864.  
Dès 1862, Élisa Lemonnier propose à Julie Toussaint de devenir sa collaboratrice au sein de la Société. Deux ans plus tard, Julie Toussaint en devient la secrétaire générale,. Julie Toussaint, « l’infatigable et dévouée secrétaire-général de l’Association », occupe ce poste jusqu'à ce que les écoles professionnelles deviennent officielles et passent sous le contrôle du conseil municipal de Paris. 
En 1890, on dénombre huit « écoles Lemonnier » où environ 500 jeunes filles y suivent l’enseignement. Parmi les enseignantes, Delphine de Cool, qui fut directrice de l'une de ces écoles pour jeunes filles, enseigna l'art de l'émail sur métal.
On compte une école ouverte par Élisa Lemonnier au 23, rue de Turenne. 
Les élèves sont issues de la petite bourgeoisie et de la classe ouvrière aisée car l’école est payante. Élisa prépare elle-même les programmes et fixe les rythmes scolaires. Les cours de français, d'histoire, de géographie, d'arithmétique, de physique et de chimie, de dessin, d'écriture et d'hygiène sont communs à toutes les élèves et sont dispensés le matin. L'après-midi sont enseignés les règles du commerce, la tenue des livres de comptes, le droit civil et commercial, l'anglais, et organisés des ateliers de couture, de confection, de dessin, de gravure sur bois, de peinture sur porcelaine…
La scolarité s'étale sur trois ans ; les familles participent au financement de l'école à raison de douze francs par mois et par jeune fille inscrite. Des bourses peuvent être accordées aux élèves, leurs montants calculés en fonction des ressources familiales. L'enseignement dispensé est laïc. Protestante, Élisa n'a jamais caché sa foi, mais cette exigence de laïcité correspond d'abord, pour elle, à une attitude de respect et de tolérance à l'égard de toutes les confessions. Elle considère que c'est au sein des familles, non dans les écoles, que doit éventuellement s'enseigner et se cultiver la foi religieuse. 
L’œuvre d’Élisa Lemonnier précède de vingt ans l'action de Camille Sée et la loi qui instaurera les lycées de jeunes filles. Elle prépare la lente reconnaissance de l'enseignement professionnel et préfigure le combat victorieux des républicains pour la laïcité de l'enseignement public.

## Postérité et Hommages
Il existe, depuis 1884, une rue Élisa-Lemonnier dans le 12e arrondissement de Paris. Il existe aussi dans ce même arrondissement un lycée polyvalent Élisa-Lemonnier spécialisé dans les métiers de la coiffure, de la mode, et de la beauté, situé 20, avenue Armand-Rousseau. Sorèze compte également une rue Élisa-Lemonnier.
La Ville de Paris a également inauguré une plaque commémorative en sa mémoire au 9, rue de la Perle, dans le 3e arrondissement.
En 1892, puis en 1895, l'Union centrale des arts décoratifs (UCAD) monte une série d'expositions intitulées « Les Arts de la Femme », regroupant une centaine de créatrices et des travaux issus notamment de ces écoles. 
L’école Duperré considère Élisa Lemonnier comme sa fondatrice.
Un site internet nommé "elisalemonnier.online.fr" (en ligne) a été conçu et réalisé par Rémy-Michel Trotier pour rendre hommage à la vie et l'œuvre de Elisa Lemonnier. Consultable gratuitement, celui-ci prend la forme d'une exposition virtuelle, en 7 parties : Introduction, Jeunesse, Influences, Mutations, Fondation, Postérité, Crédits.